# 目标定向项目管理
目标定向项目管理(英语：Goal Directed Project Management，简称"GDPM")，是一种项目管理方法，专注于在项目管理过程中提高理解力、参与力和相关人员彼此之间的承诺，认为这些是项目成功和可持续性发展的关键因素。
此管理方法由额聆·安德森（Erling S. Andersen）、克里斯托弗·格鲁德（Kristoffer V. Grude）以及特·豪格（Tor Haug）共同研发，现已被项目管理业界所广泛采纳。
国际著名的普华永道会计师事务所（英语：PricewaterhouseCoopers，简称PwC），原先决定将此GDPM作为其欧洲范围内运行项目管理的标准方法，不过后来很快被世界各地的企业选用了。